# Aleuropleurocelus coachellensis
Aleuropleurocelus coachellensis is een halfvleugelig insect uit de familie witte vliegen (Aleyrodidae), onderfamilie Aleyrodinae.
De wetenschappelijke naam van deze soort is voor het eerst geldig gepubliceerd door Drews & Sampson in 1958.